# Джоанн Мур
Джоанн Мур (англ. Joanne Moore; нар. 9 березня 1976) — колишня британська тенісистка.
Найвищу одиночну позицію світового рейтингу — 252 місце досягла 23 квітня 2001, парну — 179 місце — 21 липня 1997 року.

## Фінали ITF

### Одиночний розряд: 6 (3-3)
| Легенда         |
| --------------- |
| турніри $25,000 |
| турніри $10,000 |

| Результат | Ранг | Дата              | Турнір                                  | Покриття | Суперниця        | Рахунок       |
| --------- | ---- | ----------------- | --------------------------------------- | -------- | ---------------- | ------------- |
| Поразка   | 1.   | 26 вересня 1994   | Ліма, Перу                              | Тверде   | Магалі Бенітес   | 4–6, 6–3, 1–6 |
| Поразка   | 2.   | 28 серпня 1995    | Сан-Сальвадор, Сальвадор                | Ґрунт    | Рейчел Вайоллет  | 3–6, 0–6      |
| Перемога  | 3.   | 13 листопада 1995 | Сан-Сальвадор, Сальвадор                | Ґрунт    | Крістіна Тріска  | 6–3, 6–2      |
| Перемога  | 4.   | 26 серпня 1996    | Сан-Сальвадор, Сальвадор                | Ґрунт    | Крістін Курт     | 2–6, 6–4, 6–3 |
| Поразка   | 5.   | 4 листопада 1996  | Санто-Домінго, Домініканська Республіка | Ґрунт    | Кейрстен Еллі    | 4–6, 0–6      |
| Перемога  | 6.   | 8 листопада 1999  | Сан-Сальвадор, Сальвадор                | Ґрунт    | Аліенор Трісеррі | 4–6, 6–4, 7–5 |

### Парний розряд: 20 (11–9)
| Результат | Ранг | Дата              | Турнір                                    | Покриття | Партнерка             | Суперниці                           | Рахунок            |
| --------- | ---- | ----------------- | ----------------------------------------- | -------- | --------------------- | ----------------------------------- | ------------------ |
| Перемога  | 1.   | 1 листопада 1993  | Фріпорт (Багамські Острови)               | Тверде   | Крістіна Розвадовскі  | Марія Долорес Кампана Ядзава Кійоко | w/o                |
| Перемога  | 2.   | 15 листопада 1993 | Сан-Сальвадор, Сальвадор                  | Тверде   | Марія Долорес Кампана | Карміна Хіральдо Хімена Родрігес    | 6–3, 6–4           |
| Поразка   | 3.   | 13 лютого 1995    | Богота, Колумбія                          | Ґрунт    | Хімена Родрігес       | Марія Хосе Гайдано Андреа Віейра    | 4–6, 6–1, 1–6      |
| Перемога  | 4.   | 27 лютого 1995    | Картахена (Колумбія), Колумбія            | Тверде   | Хімена Родрігес       | Каролін Бодар Патрісія Сегала       | 6–1, 6–2           |
| Поразка   | 5.   | 4 вересня 1995    | Медельїн, Колумбія                        | Ґрунт    | Хімена Родрігес       | Маріана Діас-Оліва Еуженія Мая      | 3–6, 2–6           |
| Перемога  | 6.   | 11 вересня 1995   | Букараманга, Колумбія                     | Ґрунт    | Хімена Родрігес       | Карміна Хіральдо Маріана Меса       | 7–5, 4–6, 6–4      |
| Поразка   | 7.   | 18 вересня 1995   | Манісалес, Колумбія                       | Ґрунт    | Хімена Родрігес       | Маріана Діас-Оліва Еуженія Мая      | 4–6, 3–6           |
| Перемога  | 8.   | 13 листопада 1995 | Сан-Сальвадор, Сальвадор                  | Ґрунт    | Ніна Ніттінгер        | Кейрстен Еллі Енджела Бернал        | 6–3, 3–6, 6–3      |
| Поразка   | 9.   | 12 серпня 1996    | Гуаякіль, Еквадор                         | Ґрунт    | Крістін Курт          | Маріана Лопес Паласіос Паула Раседо | 2–6, 7–5, 5–7      |
| Перемога  | 10.  | 19 серпня 1996    | Ліма, Перу                                | Ґрунт    | Крістін Курт          | Маріана Лопес Паласіос Паула Раседо | 6–2, 3–6, 6–2      |
| Поразка   | 11.  | 26 серпня 1996    | Сан-Сальвадор, Сальвадор                  | Ґрунт    | Крістін Курт          | Нурія Ньємес Грасіела Велес         | 5–7, 6–1, 1–6      |
| Поразка   | 12.  | 30 вересня 1996   | Богота, Колумбія                          | Ґрунт    | Карміна Хіральдо      | Х'яна Гутьєррес Роміна Оттобоні     | 6–1, 3–6, 1–6      |
| Поразка   | 13.  | 28 жовтня 1996    | Кюрасао, Нідерландські Антильські острови | Тверде   | Нора Кевеш            | Кейрстен Еллі Джекі Мо              | 1–6, 6–3, 4–6      |
| Перемога  | 14.  | 11 листопада 1996 | Сан-Сальвадор, Сальвадор                  | Ґрунт    | Нора Кевеш            | Ліза Андріяні Х'яна Гутьєррес       | 2–6, 7–5, 7–6(7–1) |
| Перемога  | 15.  | 23 червня 1997    | Манаус, Бразилія                          | Тверде   | Хімена Родрігес       | Кароліне Ґермар Келлі Лігган        | 6–0, 6–2           |
| Поразка   | 16.  | 17 листопада 1997 | Каракас, Венесуела                        | Тверде   | Ребекка Єнсен         | Венді Фікс Каті Шлукебір            | 6–7(6–8), 6–4, 5–7 |
| Перемога  | 17.  | 17 серпня 1998    | Ібарра (місто), Еквадор                   | Ґрунт    | Паула Кабесас         | Елена Хурісіч Марія Еухенія Рохас   | 6–3, 6–4           |
| Поразка   | 18.  | 1983              | Манаус, Бразилія                          | Тверде   | Марія Хосе Гайдано    | Бруна Колозіу Карла Тіене           | 6–3, 3–6, 4–6      |
| Перемога  | 19   | 9 листопада 1998  | Сан-Сальвадор, Сальвадор                  | Ґрунт    | Алісія Ортуньйо       | С'юзі Старретт Аліенор Трісеррі     | 6–3, 3–6, 6–1      |
| Перемога  | 20.  | 8 листопада 1999  | Сан-Сальвадор, Сальвадор                  | Ґрунт    | Аліенор Трісеррі      | Елена Хурісіч Стефані Шаер          | 7–5, 2–1 ret.      |